# Schloss Weidenkam

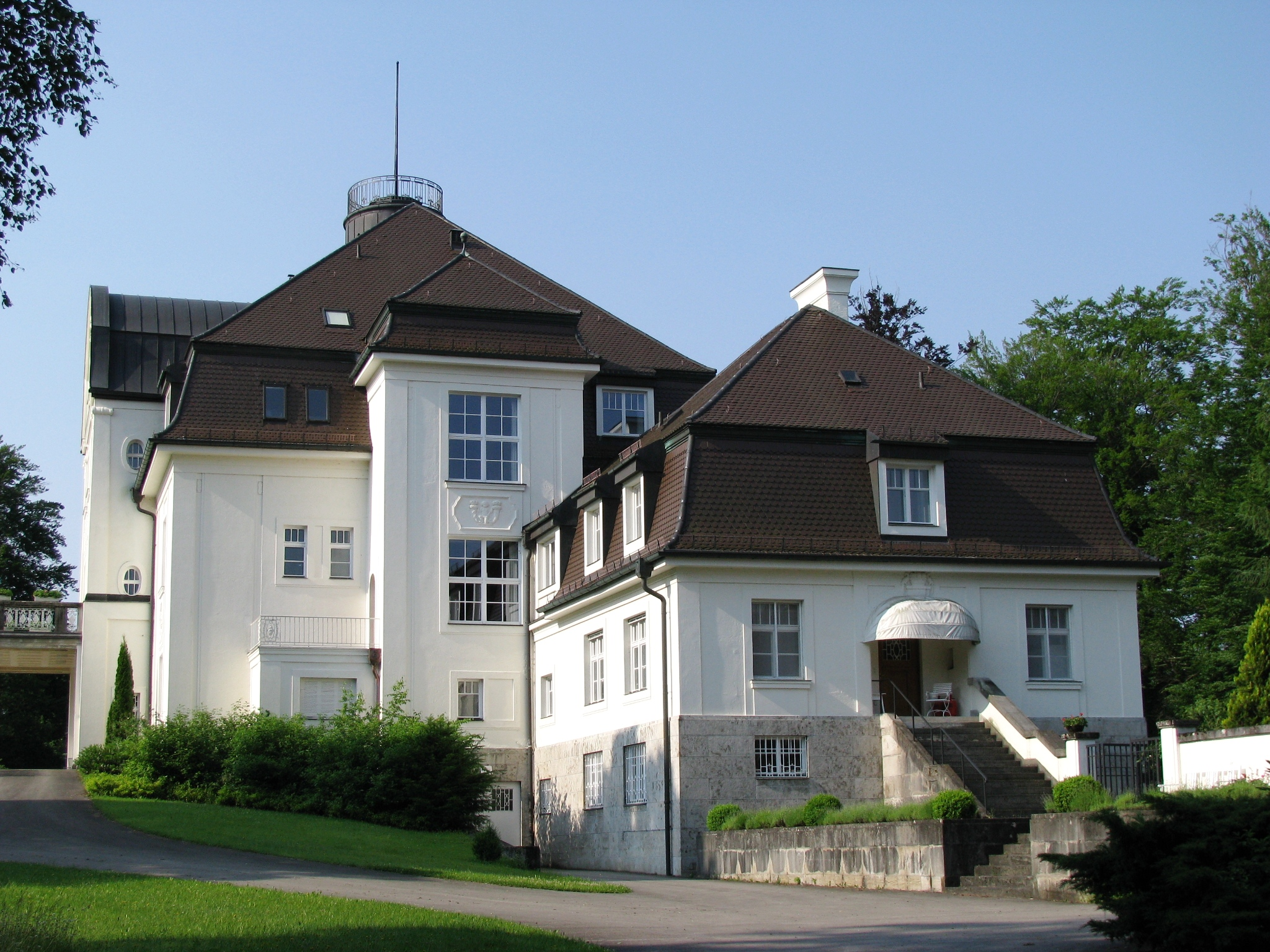
Schloss Weidenkam

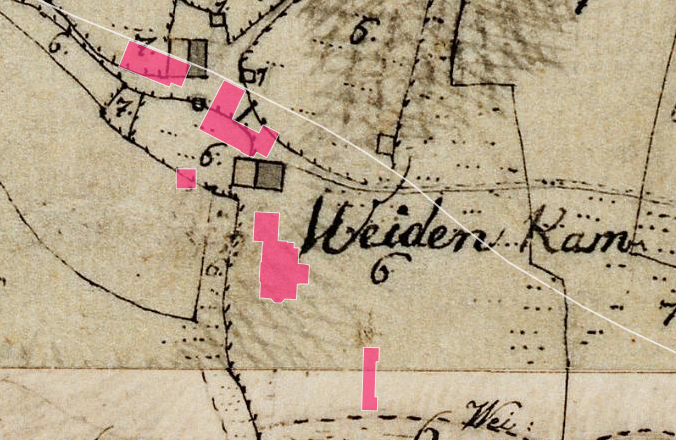
Lageplan von Schloss Weidenkam mit Nebengebäuden auf dem Urkataster von Bayern

Das Schloss Weidenkam ist ein herrschaftliches Jugendstilanwesen am Ostufer des Starnberger Sees in Weidenkam, einem Ortsteil der Gemeinde Münsing im Landkreis Bad Tölz-Wolfratshausen in Bayern. Die Anlage ist unter der Aktennummer D-1-73-137-58 als denkmalgeschütztes Baudenkmal von Weidenkam verzeichnet.

## Geschichte
Das Gelände Weidenkam ist 945 als „Wittichenheim“ urkundlich belegt. Es bestand aus zwei Höfen (dem „Weidenkamer“ und dem „Harrer“ Hof), welche ab der Mitte des 18. Jahrhunderts bis 1875 in kurzer Folge mehrmals den Besitzer wechselte. 1875 wurde das Gelände von einem Mitglied der Familie Franck (Zichorienkaffee) übernommen und zwei Jahre später wieder an Eduard Rosenthal veräußert. Danach ging es in die Hand von Freifrau von Reizenstein, einer gebürtigen Engländerin, deren Mann in Weidenkam erschossen wurde, welche ein Schlösschen im englischen Stil auf dem Gelände erbaute. 1879 ging der Besitz an Hermann Graf Wedel über und 1892 an Georg Käs, einen Großindustriellen und wohltätigen Mäzenen, der eine Spinnerei und Weberei in Haunstetten besaß. Er vergrößerte das Gebiet durch den Zukauf von Schalenkam.
Die Tochter Maria Käs heiratete den mittellosen Grafen von Tattenbach und erbaute von 1911 bis 1913 das heutige Schloss Weidenkam. Auch als Gräfin Maria von Tattenbach tat sie sich als Wohltäterin hervor. Als Besitzerin von Schloss Eurasburg stiftete sie beispielsweise in Eurasburg eine Kirche.
In den 1930er Jahren lernte sie den jungen Pastor Herman Weidelener kennen, der – ursprünglich mit Rudolf Steiner verbunden – bald eigene Wege der Religionsphilosophie ging und die Religionsphilosophische Arbeitsgemeinschaft gründete, welche ihre Tagungen dank der Gräfin auf Schloss Weidenkam durchführen konnte. Sie vererbte das Schloss dem Philosophen, welcher es der Arbeitsgemeinschaft übertrug. Der eingetragene Verein kümmert sich seither um das Anwesen.
Nachdem die Arbeitsgemeinschaft während des Zweiten Weltkrieges von den Nationalsozialisten verboten war und die Tagungen nicht auf Weidenkam stattfinden konnten, wurde das gesamte Gelände nach dem Krieg während zehn Jahren von der amerikanischen Besatzungsmacht beschlagnahmt. Nach Ende der Besetzung 1955 waren das Gebäude, das Mobiliar und die Kunstschätze in einem schlechten Zustand. Das Gebäude selbst war zwar von Zerbombungen verschont geblieben; die zehn Jahre amerikanische Besetzung taten jedoch ein Übriges, um das Innere fast vollständig zu zerstören.

## Baubeschreibung
Der unbekannte Architekt ließ in den Bau die für die 1910er-Jahre modernste Technik einfließen. So wurde die Zentralheizung von einem Gebäude außerhalb des Schlosses aus betrieben, um einen Kaminbau zu verhindern, und es bestand ein unterirdischer Gang als Verbindung zwischen den Gebäuden, um die Leitungen verdeckt zu führen.
Die Religionsphilosophische Arbeitsgemeinschaft renovierte in einer ersten Etappe Ende der 1950er-Jahre die Installationen und den grundlegenden Innenausbau, wobei auch umfangreiche Veränderungen der Grundrisse vorgenommen wurden. So wurde das gigantische Badezimmer der Gräfin in mehrere Schlafzimmer eingeteilt und in einer späteren Etappe der Dachstock ausgebaut, der heute ebenfalls mehrere Schlaf- und Gästezimmer unter dem noch immer großen Dachstock beherbergt.
Eine zweite Etappe in den 1990er-Jahren brachte eine Renovierung der Innengestaltung, welche die Instandstellung der Möbel, den Ersatz der Boden- und Wandbeläge, Vorhänge beinhaltete. Das Anwesen wird weiter renoviert, insbesondere Bäder und Toiletten. Es wird für Tagungen und Kurse des Vereins genutzt.

## Veranstaltungen
Die Tagungen der Religionsphilosophischen Arbeitsgemeinschaft e. V. auf Schloss Weidenkam widmen sich hauptsächlich dem Werk des Religionsphilosophen Herman Weidelener, welches sich mit Fragen zu geistigen Aspekten der Lebensführung befasst. Dazu gehören nebst Meditation und Spracharbeit auch Seminare zu Fragen der medizinischen Ethik oder zu einer mythologischen Sicht auf Märchen. Ein jährlicher Meisterkurs für Klavier findet im Sommer statt.

## Trivia
Das Anwesen war 1981 als Villa Hollerer Drehort einer Fernseh-Krimiepisode der Fernsehkrimiserie Derrick. 